# 남침용 땅굴
남침용 땅굴(南侵用-)은 조선민주주의인민공화국이 대한민국을 침략할 목적으로 건설한 군사용 터널을 말한다. 1997년 미국 해병대가 발간한 《북한 핸드북》에 따르면, 남침용 땅굴은 모두 합하여 20여 개가 있는 것으로 추정된다.

## 발견현황
2025년까지 총 4개의 남침용 땅굴이 발견되었다. 1998년에는 남침용 땅굴 징후가 있는 21곳 가운데 개연성이 높은 서부전선 5곳, 동부전선 2곳, 총 7곳에 대해 시추작업을 벌였지만 추가적인 발견을 하지 못했다.

한반도의 군사 분계선 지도. 흰색 원으로 표기된 부분이 공식적으로 남침용 땅굴이 발견된 곳이다.

2000년 이후 북한 귀순자로부터 얻은 첩보를 입수해 14곳에 대한 탐사를 하였지만 추가 발견을 하지 못했다.
2009년과 2013년 사이에도 4~5차례 탐사작업을 하였으나 발견하지 못했다.
육군에서는 지금도 매년 DMZ에서 땅굴 조사작업을 실시하고 있다.
현재까지 발견된 총 4개의 땅굴 중, 제1땅굴을 제외한 3개의 땅굴이 관광자원화가 되었다.

## 제1땅굴

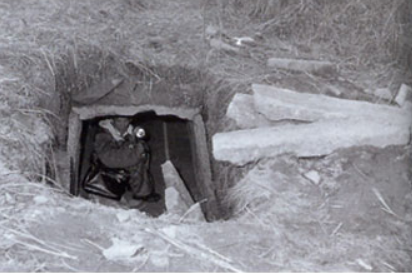
제1땅굴 발견 당시 사진

1974년 11월 5일 경기도 연천군 장남면에서 발견되었다. 너비 90 cm, 높이 1.2 m, 지하 2.5~4.5 m, 길이 3.5 km에 달하는 콘크리트 구조물이다. 이 땅굴은 서울에서 65 km에 위치해 1시간에 1개 연대 이상의 무장병력과 중화기, 포신이 통과할 수 있는 땅굴이다.
발견 당시 육군 25사단 수색조가 수색임수를 수행 하던도중, 땅 밑에서 수증기가 올라오는 것을 발견하고 해당 지역을 파던 도중, 북한 초소로부터 사격을 받았다. 이에 우리 군도 대응사격을 하면서 해당지역을 조사한 결과 땅굴이 발견되었다.

## 제2땅굴
1975년 3월 강원도 철원군 근동면에서 발견되었다. 북한에서 군사분계선까지 2,400 m, 군사분계선에서 우리쪽까지 1,100 m이고 너비와 높이 2 m, 길이 3.5 km, 지하 50~160 m이다. 국군 초병이 경계근무를 하던 도중 폭음을 듣고 땅굴의 존재를 의심하여 시추가 시작되었고 1975년 3월 19일에 발견되었다.
국군과, 주한미군의 공병대, 미국 민간기술진이 탐사에 참여하여 45개의 시추공을 뚫어 땅굴의 존재를 확인하였다. 화강암 특성상 내부에 빈 공간이 생길 수가 없는데 채굴한 시추석이 일정하게 짧았고, 채굴 도중 검출된 모래가 강원도 산악지대에서 나타나는 모래가 아니었다. 땅굴 내부에는 북한군이 철수하면서 국군의 탐사를 지연시키기 위해 쌓아놓은 3개의 돌벽이 있었다. 이 돌벽을 철거하는 도중 북한이 매설한 부비트랩을 건드려 1975년 4월 8일 7명, 1975년 5월 28일 1명, 총 8명의 국군장병이 전사하였다.

## 제3땅굴

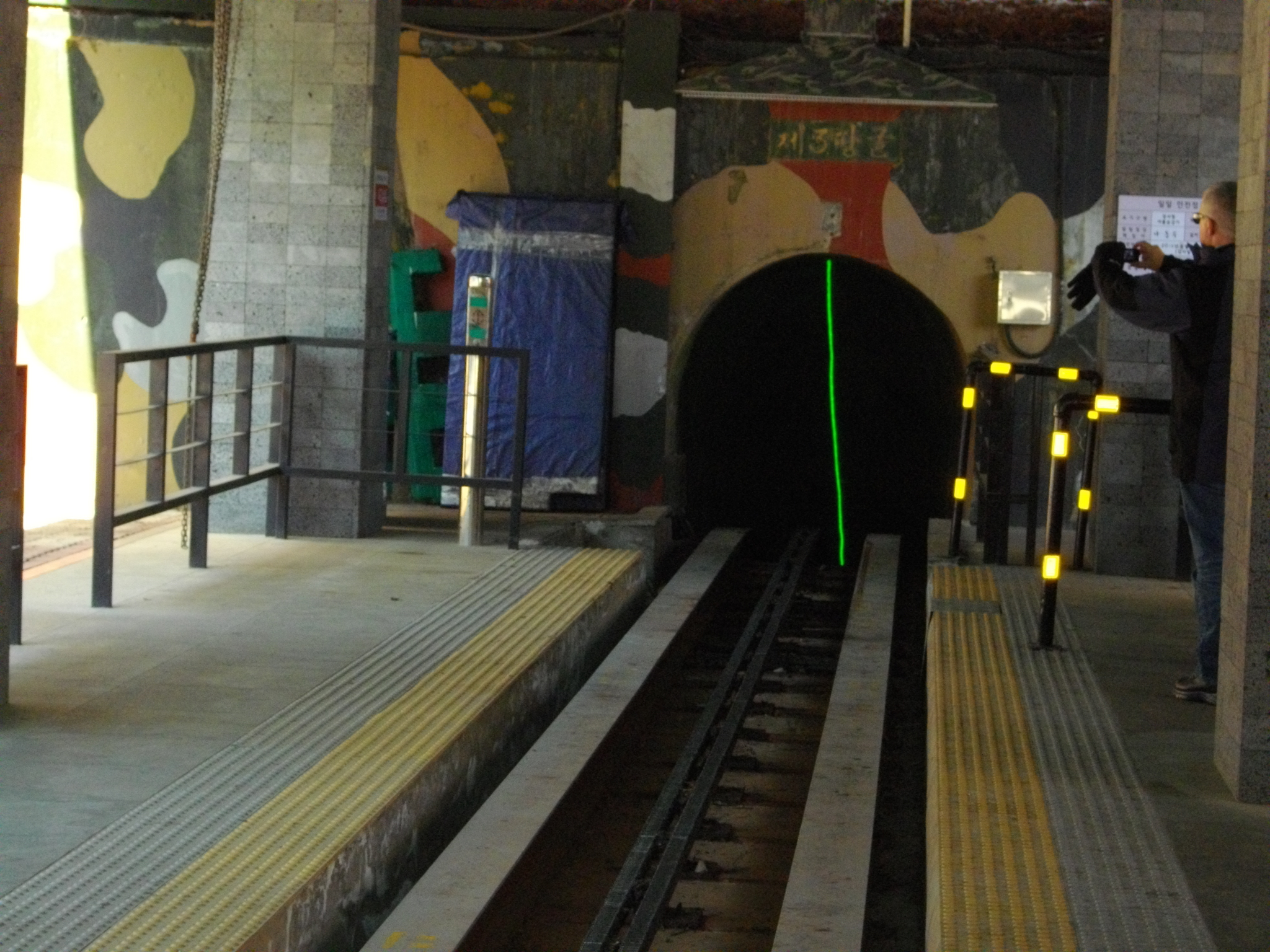
제3땅굴 입구

1974년 9월 5일 북한에서 귀순한 김부성이 "자신은 남측 땅굴을 측량한 측량기사인데 비무장지대 안에 땅굴이 있다"고 제보하면서 발굴 작업이 시작되었다. 1978년 10월 17일 경기도 파주시 장단면에서 발견되었다. 그 위치가 서울에서 가깝고, DMZ에서 남쪽 400 m, 판문점 남방 4 km 지점에서 발견되었다. 너비와 높이 2 m, 길이 1.635 km, 깊이 73 m이며 1시간에 3만여명의 무장병력을 이동시킬 수 있다. 또한 서울에서 44 km 지점에서 발견된, 가장 가까운 땅굴이다.

## 제4땅굴

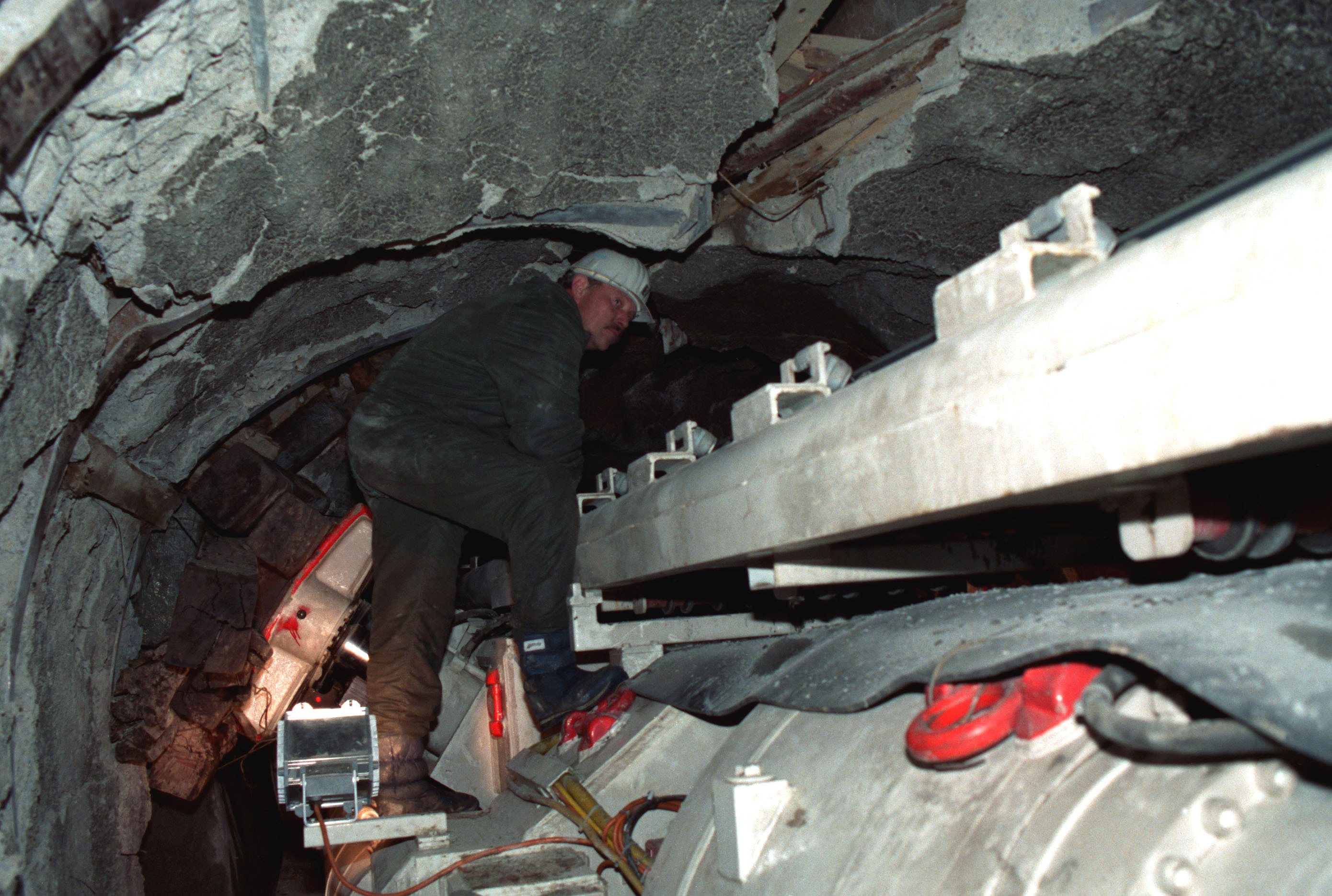
제4땅굴 발견 당시의 사진(1990년)

1983년에 조선인민군 신중철 대위가 대한민국 육군 제 21 보병사단(이하 21사단)을 통해 대한민국으로 귀순함과 동시에 기존의 제 1, 2, 3 땅굴을 제외한 제 4 땅굴이 이곳 양구 주변에 있다고 제보하였고, 이진삼 21사단장이 사단 전방에 헬기를 띄워서 공중정찰을 한 결과 비무장지대 북쪽에 땅굴을 파는 듯한 퇴적물이 쌓여 있었으며, 이에 7년 반이라는 기간 동안 땅굴 수색작전에 집념한 결과 1990년 3월 3일 강원도 양구군 해안면에서 제 4 땅굴을 찾아내었다. 폭 2 m, 지하 145 m, 전체길이 2,052 m이고 군사분계선 남쪽 1502에서 발견되었다.
땅굴 발견 과정에서 군견 헌트(HUNT)가 폭발물 탐지 중 화약냄새를 맡고 북한군이 설치해둔 목함지뢰를 밟고 폭사했다. 이런 공적을 기려 제4땅굴 바로 옆에 북한을 바라보는 헌트의 동상이 세워졌다.

## 같이 보기
- 터널전(땅굴전, en:Tunnel warfare)
- 척후병
- 참호전
- 기동전
- 터널굴착기(TBM)
- 남침땅굴을 찾는 사람들
- 김학철
- 베트남의 군사용 터널
  - 꾸찌 터널
  - 빈목 터널(en:Vinh Moc tunnels, vi:Địa đạo Vịnh Mốc)